# Pak Sol-gum
Pak Sol-gum (kor. 박솔검 ;ur. 2 listopada 2005) – północnokoreańska zapaśniczka walcząca w stylu wolnym. Olimpijka z Paryża 2024, gdzie zajęła piąte miejsce w kategorii 68 kg. Srebrna medalistka mistrzostw Azji w 2025. Wygrała wojskowe MŚ w 2024 roku.